# Lista de vice-chefes de governo de Portugal
Esta é a lista de vice-chefes de governo de Portugal, incluindo um vice-presidente do Ministério e oito vice-primeiros-ministros.
A lista cobre a o período da Ditadura Militar (1926–1928) e o atual período democrático (1974–atualidade), já que nos outros regimes políticos nunca foi usada a figura do vice-chefe de governo.

## Designação
Entre 1927 e a atualidade, o cargo de vice-chefe de governo teve as seguintes designações:
- Vice-Presidente do Ministério — designação usada entre 11 de agosto de 1927 e 26 de agosto de 1927
- Cargo inexistente — entre 26 de agosto de 1927 e 8 de agosto de 1975;
- Vice-Primeiro-Ministro — designação usada entre 8 de agosto de 1975 e 19 de setembro de 1975;
- Cargo inexistente — entre 19 de setembro de 1975 e 22 de novembro de 1978;
- Vice-Primeiro-Ministro para os Assuntos Económicos e Integração Europeia — designação usada entre 22 de novembro de 1978 e 1 de agosto de 1979;
- Cargo inexistente — entre 1 de agosto de 1979 e 3 de janeiro de 1980;
- Vice-Primeiro-Ministro — designação usada entre 3 de janeiro de 1980 e 9 de janeiro de 1981;
- Cargo inexistente — entre 9 de janeiro de 1981 e 4 de setembro de 1981;
- Vice-Primeiro-Ministro — designação usada entre 4 de setembro de 1981 e 6 de novembro de 1985;
- Cargo inexistente — entre 6 de novembro de 1985 e 17 de agosto de 1987;
- Vice-Primeiro-Ministro — entre 17 de agosto de 1987 e 5 de janeiro de 1990;
- Cargo inexistente — 5 de janeiro de 1990 e 24 de julho de 2013;
- Vice-Primeiro-Ministro — entre 24 de julho de 2013 e 26 de novembro de 2015;
- Cargo inexistente — entre 26 de novembro de 2015 e a atualidade.

## Numeração
São contabilizados os períodos em que o ministro esteve no cargo ininterruptamente, não contando se este serve mais do que um mandato consecutivo, e não contando ministros provisórios durante os respetivos mandatos. Ministros que sirvam em períodos distintos são, obviamente, distinguidos numericamente. No caso de José Teixeira Ribeiro e de António Arnao Metello, que foram vice-primeiros-ministros ao mesmo tempo, contabilizam-se ambos como o 2.º vice-chefe de governo, continuando a contagem no seguinte ocupante do cargo como o 4.º vice-chefe de governo.

## Lista
Legenda de cores

(para partidos e correntes políticas)
| Segunda República (1926–1974)            |                                                                                             |                  |                         |                         |         |                                                                                   |
| #                                        | Vice-Presidente do Ministério (Nascimento–Morte)                                            | Retrato          | Início do mandato       | Fim do mandato          | Governo | Governo                                                                           |
| Ditadura Militar (1926–1928)             |                                                                                             |                  |                         |                         |         |                                                                                   |
| 1                                        | Abílio Augusto Valdez de Passos e Sousa (1881–1966)                                         |                  | 11 de agosto de 1927    | 26 de agosto de 1927    |         | III Carmona                                                                       |
| –                                        | Cargo inexistente                                                                           |                  | 26 de agosto de 1927    | 18 de abril de 1928     | ——      | ——                                                                                |
| Ditadura Nacional (1928–1933)            |                                                                                             |                  |                         |                         |         |                                                                                   |
| –                                        | Cargo inexistente                                                                           |                  | 18 de abril de 1928     | 11 de abril de 1933     | ——      | ——                                                                                |
| Estado Novo (1933–1974)                  |                                                                                             |                  |                         |                         |         |                                                                                   |
| –                                        | Cargo inexistente                                                                           |                  | 11 de abril de 1933     | 25 de abril de 1974     | ——      | ——                                                                                |
| Terceira República (1974–presente)       |                                                                                             |                  |                         |                         |         |                                                                                   |
| #                                        | Vice-Primeiro-Ministro (Nascimento–Morte)                                                   | Retrato          | Início do mandato       | Fim do mandato          | Governo | Governo                                                                           |
| Junta de Salvação Nacional (1974)        |                                                                                             |                  |                         |                         |         |                                                                                   |
| –                                        | Cargo inexistente                                                                           |                  | 25 de abril de 1974     | 16 de maio de 1974      | ——      | ——                                                                                |
| Governos Provisórios (1974–1976)         |                                                                                             |                  |                         |                         |         |                                                                                   |
| –                                        | Cargo vago                                                                                  |                  | 16 de maio de 1974      | 8 de agosto de 1975     | ——      | ——                                                                                |
| 2                                        | José Joaquim Teixeira Ribeiro (1908–1997)                                                   |                  | 8 de agosto de 1975     | 19 de setembro de 1975  |         | V Prov. Gonçalves                                                                 |
| 2                                        | António Carlos de Magalhães Arnao Metello (1938–2008)                                       |                  | 8 de agosto de 1975     | 19 de setembro de 1975  |         | V Prov. Gonçalves                                                                 |
| –                                        | Cargo inexistente                                                                           |                  | 19 de setembro de 1975  | 23 de julho de 1976     | ——      | ——                                                                                |
| Governos Constitucionais (1976-Presente) |                                                                                             |                  |                         |                         |         |                                                                                   |
| –                                        | Cargo inexistente                                                                           |                  | 23 de julho de 1976     | 22 de novembro de 1978  | ——      | ——                                                                                |
| #                                        | Vice-Primeiro-Ministro para os Assuntos Económicos e Integração Europeia (Nascimento–Morte) | Retrato          | Início do mandato       | Fim do mandato          | Governo | Governo                                                                           |
| 4                                        | Manuel Jacinto Nunes (1926–2014)                                                            |                  | 22 de novembro de 1978  | 1 de agosto de 1979     |         | IV Mota Pinto                                                                     |
| –                                        | Cargo inexistente                                                                           |                  | 1 de agosto de 1979     | 3 de janeiro de 1980    | ——      | ——                                                                                |
| #                                        | Vice-Primeiro-Ministro (Nascimento–Morte)                                                   | Retrato          | Início do mandato       | Fim do mandato          | Governo | Governo                                                                           |
| 5                                        | Diogo Pinto de Freitas do Amaral (1941–2019)                                                |                  | 3 de janeiro de 1980    | 9 de janeiro de 1981    |         | VI Sá Carneiro (até 4 dez. 1980) Freitas do Amaral (desde 4 dez. 1980) (interino) |
| –                                        | Cargo inexistente                                                                           |                  | 9 de janeiro de 1981    | 4 de setembro de 1981   | ——      | ——                                                                                |
| 6                                        | Diogo Pinto de Freitas do Amaral (1941–2019)                                                |                  | 4 de setembro de 1981   | 25 de fevereiro de 1983 |         | VIII Pinto Balsemão                                                               |
| –                                        | Ricardo Manuel Simões Bayão Horta (substituto) (1936–)                                      |                  | 25 de fevereiro de 1983 | 9 de junho de 1983      |         | VIII Pinto Balsemão                                                               |
| 7                                        | Carlos Alberto da Mota Pinto (1983–1985)                                                    |                  | 9 de junho de 1983      | 15 de fevereiro de 1985 |         | IX Soares                                                                         |
| 8                                        | Rui Manuel Parente Chancerelle de Machete (1940–)                                           |                  | 15 de fevereiro de 1985 | 6 de novembro de 1985   |         | IX Soares                                                                         |
| –                                        | Cargo inexistente                                                                           |                  | 6 de novembro de 1985   | 17 de agosto de 1987    | ——      | ——                                                                                |
| 9                                        | Eurico da Silva Teixeira de Melo (1925–2012)                                                |                  | 17 de agosto de 1987    | 5 de janeiro de 1990    |         | XI Cavaco Silva                                                                   |
| –                                        | Cargo inexistente                                                                           |                  | 5 de janeiro de 1990    | 24 de julho de 2013     | ——      | ——                                                                                |
| 10                                       | Paulo Sacadura Cabral Portas (1962–)                                                        |                  | 24 de julho de 2013     | 26 de novembro de 2015  |         | XIX Passos Coelho                                                                 |
| 10                                       | Paulo Sacadura Cabral Portas (1962–)                                                        | XX Passos Coelho | 24 de julho de 2013     | 26 de novembro de 2015  |         |                                                                                   |
| –                                        | Cargo inexistente                                                                           |                  | 26 de novembro de 2015  | presente                | ——      | ——                                                                                |

### Lista de vice-chefes de governo vivos
| Nome                | Mandato(s) | Idade              |
| ------------------- | ---------- | ------------------ |
| Ricardo Bayão Horta | 1983       | 88 anos e 246 dias |
| Rui Machete         | 1985       | 85 anos e 107 dias |
| Paulo Portas        | 2013–2015  | 62 anos e 314 dias |